# 李店镇 (广水市)
李店镇是中华人民共和国湖北省随州市广水市下辖的一个镇。
2014年1月22日，湖北省民政厅批复同意撤销李店乡，设立李店镇。

## 行政区划
李店镇下辖以下村级行政区划单位：
河西村、红卫村、姚店村、友谊村、熊家冲村、东草店村、新峰村、飞跃村、天子山村、万新村、迎春村、李店村、黄金村、张阳村、雷楼村、雷庙村、麻城村、应店村、中心村和双河村。